# 일반적으로 사용되는 분류학 접사 목록
일반적으로 사용되는 분류학 접사 목록(영어: list of commonly used taxonomic affixes)은 과학적으로 생물종의 이름을 지정할 때 사용되는 일반적인 접사 목록이며, 특히 과학 용어로만 사용되는 멸종된 종과 그 파생어의 목록이다.
- a-, an-: 발음: /ə/, /a/, /ən/, /an/. 기원: 고대 그리스어: ἀ-, ἀν- (a, an-). 의미: 어근과 반대되는 의미를 갖는 단어를 만드는데 사용되는 접두사이다. 이 경우에는 "없음" 또는 "적음"을 의미한다. 이는 일반적으로 특정한 특징이 없는 생물체뿐만 아니라 해당 특징이 명백하지 않은 생물체를 설명하는 데 사용된다.
예: 아누로그나투스(Anurognathus, 꼬리 없는 턱), 아푸스(Apus, 발 없는), 키위(Apteryx, 날개가 없는), 프테라노돈(Pteranodon , 이빨 없는 날개)

## 같이 보기
- 영어의 그리스어 및 라틴어 어근 목록
- 계통명에 일반적으로 사용되는 라틴어 및 그리스어 단어 목록
- 영어 파생어가 포함된 라틴어 단어 목록
- 의학 용어의 어근, 접두사 및 접미사 목록
- 라틴어로 된 도시 이름 목록